# Gryaab
Gryaab AB är ett kommunalägt bolag som sedan 1972 svarar för avloppsvattenreningen i Göteborgsregionen. Gryaab ägs av kommunerna Ale, Bollebygd, Göteborg, Härryda, Kungälv, Lerum, Mölndal och Partille. Det äger  reningsverket Ryaverket och avloppstunnlar som leder dit.  Ryaverket togs i drift 1972 och tog tre år att bygga. Tidigare renades en del av Göteborgs avloppsvatten i Näsetverket. 
I och med Gryaabs bildande togs ett samlat grepp om avloppsreningen i regionen. Avloppsvattnet renades. Man fick stordriftsfördelar av att ha ett stort reningsverk istället för många små. Allt det renade avloppet kunde också släppas ut längre ut och inte som tidigare i sjöar och åar, ibland uppströms vattenintagen till vattenverken.
Gryaabs styrelse består av politiska representanter för ägarkommunerna. Göteborgs kommun, som största ägare, har det största antalet aktier och därmed största antalet styrelseledamöter och största inflytande över bolaget. Bolagets kostnader delas årligen av ägarkommunerna efter försålt dricksvatten i respektive kommun (80 % av kostnaderna) och uppmätt avloppsvattenflöde till Ryaverket från respektive kommun (20 % av kostnaderna).